# Jan van Scorel
Jan van Scorel (Schoorl, 1º agosto 1495 – Utrecht, 6 dicembre 1562) è stato un pittore olandese molto influente per quanto riguardò l'introduzione dell'arte rinascimentale italiana in Olanda.

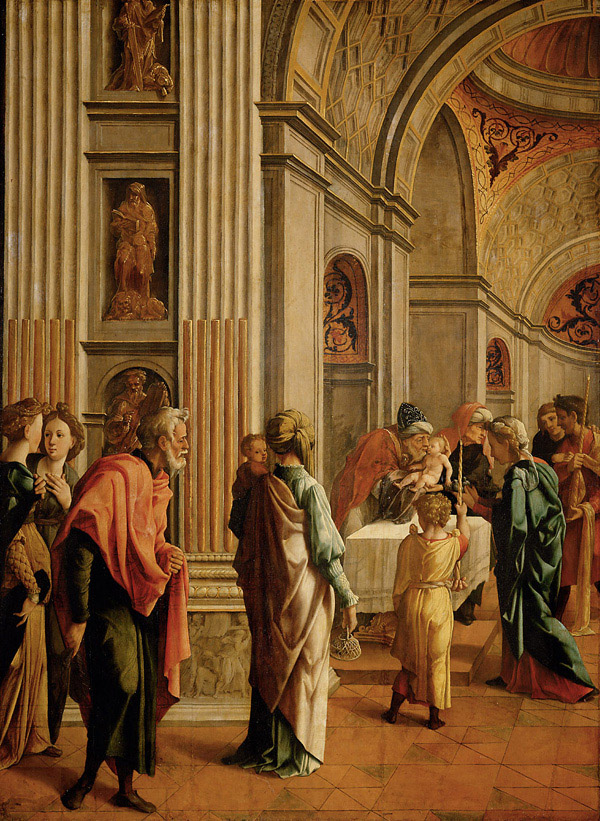
Jan van Scorel, Presentazione al Tempio, 1530-1540 circa, Vienna, Kunsthistorisches Museum.

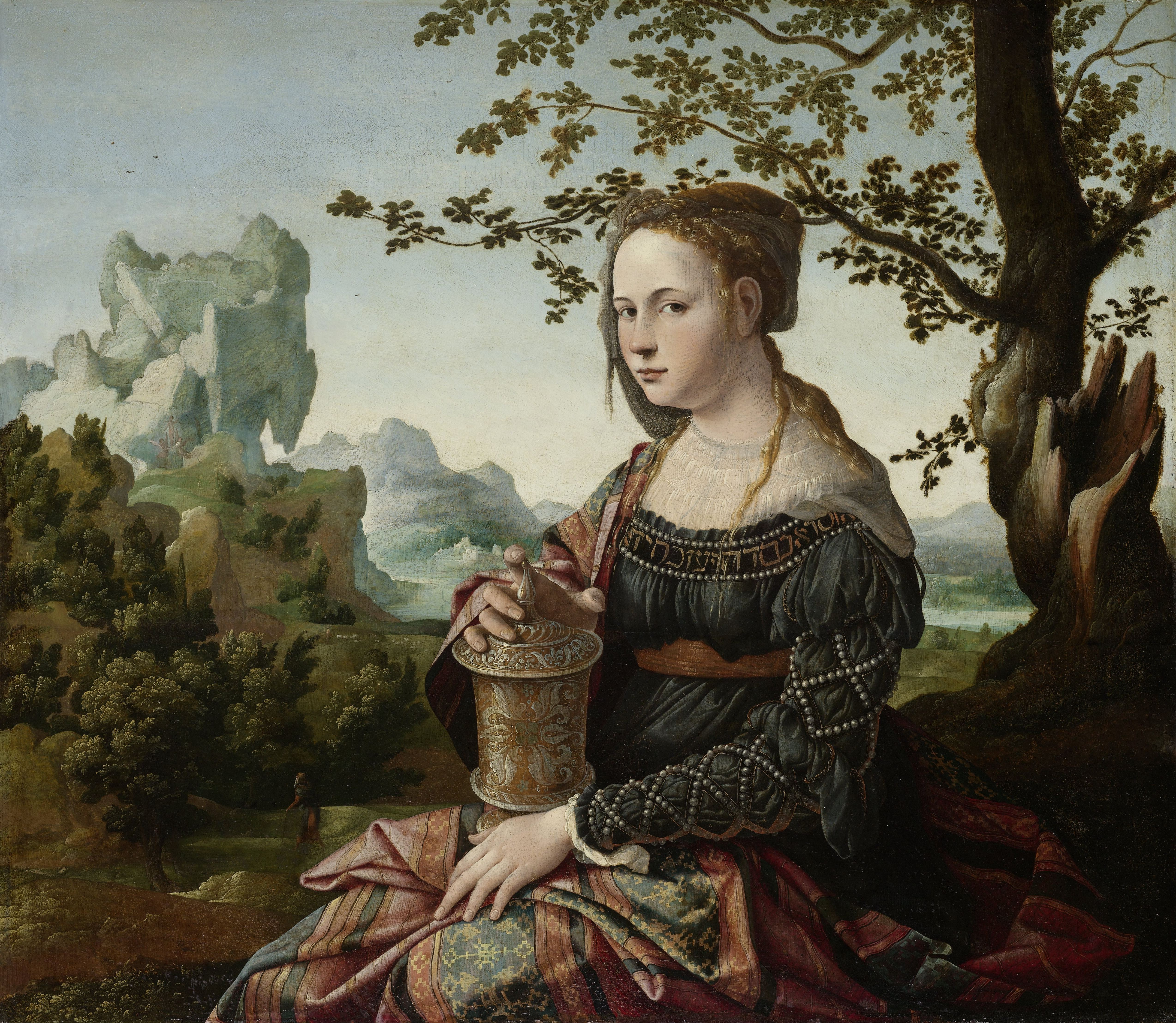
Jan van Scorel, Maria Maddalena, 1528, Amsterdam, Rijksmuseum.

A lui fu riconosciuto il merito di aver istituito la consuetudine del tradizionale viaggio di formazione in Italia.

## Biografia
Van Scorel iniziò probabilmente i suoi studi con Jan Gossaert (a Utrecht) o Jacob Cornelisz (ad Amsterdam) e viaggiò molto, in gioventù, soprattutto tra Norimberga e l'Austria meridionale. Proprio in Austria nel 1520 completò la sua prima opera significativa, il Frangipani-Altar. Durante la sua permanenza a Venezia, van Scorel fu profondamente influenzato da Giorgione ed importanti nella sua formazione furono inoltre i pellegrinaggi a Roma e in Terra santa.
Nel 1522, van Scorel venne in Italia, sbarcò a Venezia e di lì visitò diverse città fino ad arrivare a Roma, dove venne ricevuto da papa Adriano VI che lo nominò suo pittore ufficiale e gli commissionò numerose opere tra cui un famoso ritratto: van Scorel ebbe così l'occasione di conoscere l'opera di Michelangelo e Raffaello, cui succedette ai lavori per il Belvedere. Dopo il suo ritorno in Olanda nel 1524, intraprese con successo la carriera di insegnante, affiancata a quella di pittore, e si cimentò come ingegnere ed architetto. Morì a Utrecht nel 1562 lasciando dietro di sé un gran numero di opere (molte delle quali sarebbero poi state distrutte dall'iconoclastia nel 1566).
Il suo allievo Antonio Moro, pittore di Filippo re di Spagna, nel 1560 lo aveva ritratto e dopo la sua morte dietro la tela lasciò un epitaffio privato:
«Quest'uomo arricchì l'arte e l'arte stessa gli serbò gran rispetto;

allorché egli morì, anch'essa temette di scomparire».
Ed eseguì anche quest'epitaffio pubblica:
«A Dio, onnipotente e altissimo.

J. Schorelio, il più grande pittore di questo secolo, autore di numerosissimi monumenti artistici, lasciò, con la sua morte in età venerabile un vuoto incolmabile dietro di sé. Visse sessantasette anni, quattro mesi e sei giorni. Morì nell'anno 1562 dalla nascita di Cristo, il 6 dicembre».

## Opere
- Ritratto di nobiluomo veneziano 1520;
- Presentazione di Gesù al tempio 1524;
- Il battesimo di Cristo 1530;
- Maria Maddalena 1530;
- Ritratto di giovane studente 1531 (Carol Gertein's Fine Art);
- Testa di fanciulla (Carol Gertein's Fine Art);
- La presentazione al tempio (Carol Gertein's Fine Art);
- Barnaba
- Ritratto d'uomo
- Sacra Famiglia, Genova, Palazzo Bianco